# Campionati del mondo di ciclocross 2016 - Gara femminile Elite
La diciassettesima edizione della gara femminile Elite dei Campionati del mondo di ciclocross 2016 si svolse il 30 gennaio 2016 con partenza ed arrivo da Heusden-Zolder in Belgio, su un percorso totale di 16,4 km. La vittoria fu appannaggio dell'olandese Thalita de Jong, la quale terminò la gara in 41'03", alla media di 23,97 km/h, precedendo la francese Caroline Mani e la belga Sanne Cant terza.
Presero il via 38 cicliste provenienti da 18 nazioni, le quali tutte completarono la gara.

## Squadre partecipanti
| N.    | Cod. | Squadra     |
| ----- | ---- | ----------- |
| 2     | FRA  | Francia     |
| 3-8   | BEL  | Belgio      |
| 9-12  | NLD  | Paesi Bassi |
| 14-15 | GBR  | Regno Unito |
| 16-17 | CZE  | Cechia      |
| 18-23 | USA  | Stati Uniti |
| 24-25 | ITA  | Italia      |
| 27    | GER  | Germania    |
| 28-29 | ESP  | Spagna      |

| N.    | Cod. | Squadra     |
| ----- | ---- | ----------- |
| 30    | SVK  | Slovacchia  |
| 31    | POL  | Polonia     |
| 33    | LUX  | Lussemburgo |
| 34    | CAN  | Canada      |
| 35-36 | SWE  | Svezia      |
| 37    | ARG  | Argentina   |
| 38    | JPN  | Giappone    |
| 39-42 | AUS  | Australia   |
| 43    | SUI  | Svizzera    |

## Classifica (Top 10)
| Pos. | Corridore         | Squadra     | Tempo   |
| ---- | ----------------- | ----------- | ------- |
| 1    | Thalita de Jong   | Paesi Bassi | 41'03"  |
| 2    | Caroline Mani     | Francia     | a 14"   |
| 3    | Sanne Cant        | Belgio      | a 24"   |
| 4    | Sophie de Boer    | Paesi Bassi | s.t.    |
| 5    | Nikki Harris      | Regno Unito | a 32"   |
| 6    | Sabrina Stultiens | Paesi Bassi | a 36"   |
| 7    | Eva Lechner       | Italia      | a 46"   |
| 8    | Kaitlin Antonneau | Stati Uniti | a 1'12" |
| 9    | Christine Majerus | Lussemburgo | a 1'25" |
| 10   | Sanne van Paassen | Paesi Bassi | a 1'44" |